# Breitscheidplatz

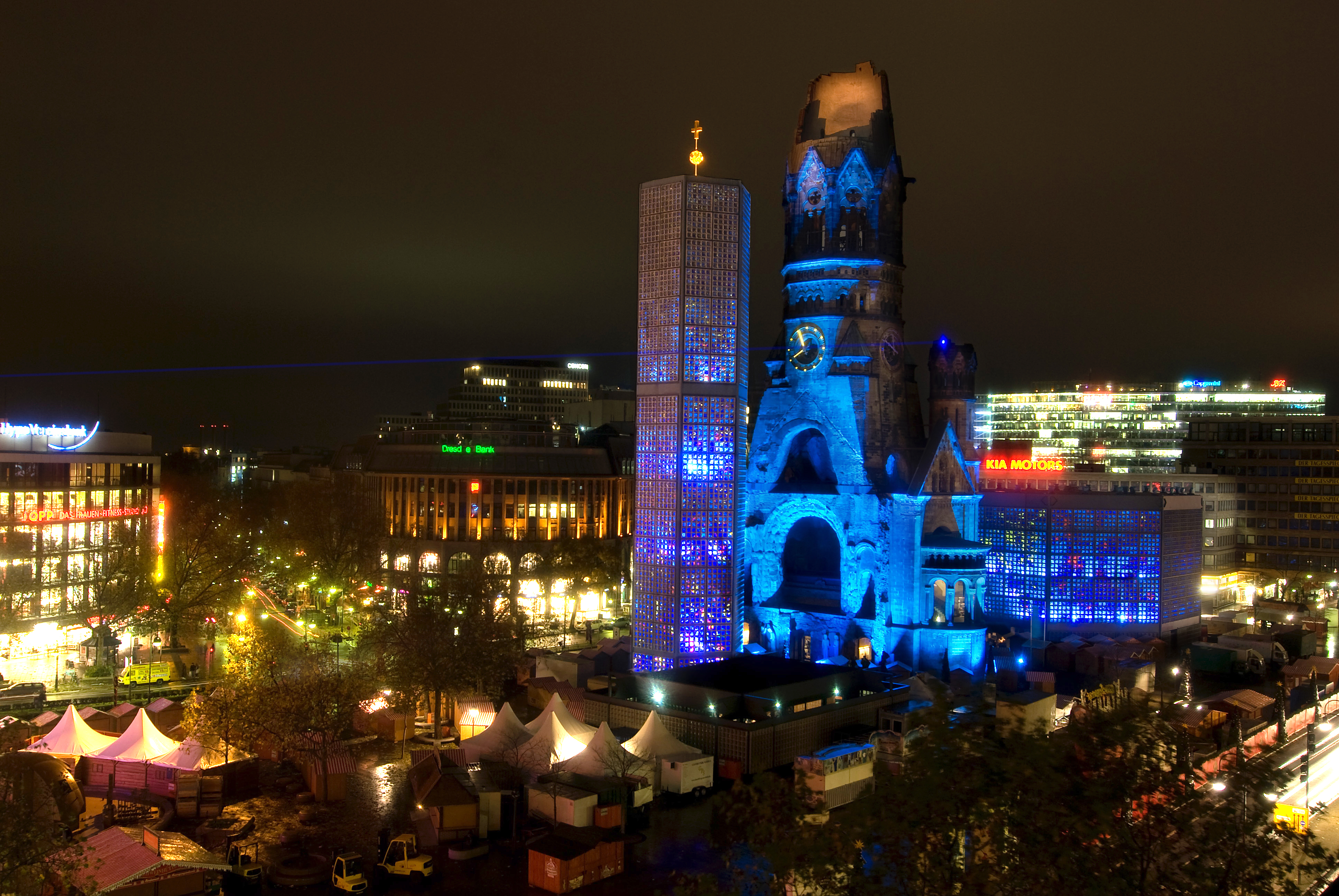
Breitscheidplatz em 2008

Breitscheidplatz é uma praça pública principal na cidade de Berlim, Alemanha. Juntamente com a avenida Kurfürstendamm, marca o centro da antiga Berlim Ocidental e da Cidade Ocidental atual.
Local de boêmios desde o início do século XX, em 1928, quando Joseph Goebbels fez um discurso atacando os estabelecimentos comerciais em torno da Igreja Memorial Imperador Guilherme (em alemão:  Kaiser Wilhelm Gedächtniskirche), a praça continha um conjunto de cinemas, teatros e outros estabelecimentos comerciais, e alguns empresários tinham procurado estabelecê-lo como a Broadway de Berlim.